# Cambrian & Clydach Vale Boys & Girls Club
Maillots
Dernière mise à jour : 18 décembre 2024.
Le Cambrian & Clydach Vale Boys & Girls Club, aussi appelé Cambrian & Clydach Vale, est un club gallois de football basé à Clydach Vale (en), dans le comté du Rhondda Cynon Taf. Il évolue en deuxième division galloise depuis 2007.

## Palmarès
- Coupe de la Ligue du pays de Galles :
  - Finaliste : 2019

- Championnat de 2e division :
  - Champion : 2012
  - Vice-champion : 2007

- Championnat de 3e division :
  - Champion : 2006